# الأزخان (حبيش)

تعديل مصدري - تعديل

الأزخان هي إحدى قرى عزلة الناحية بمديرية حبيش التابعة لمحافظة إب، بلغ تعداد سكانها 67 نسمة حسب تعداد اليمن لعام 2004.